# Yekuno Amlak
Yekuno Amlak, död 1285, var kejsare av Etiopien mellan 1270 och 1285.